# Élection gouvernorale de 2020 au Dakota du Nord
L' élection gouvernorale de 2020 au Dakota du Nord a lieu le 3 novembre 2020 afin d'élire le gouverneur et le lieutenant-gouverneur de l'État américain du Dakota du Nord.
Le gouverneur sortant républicain Doug Burgum est réélu avec 65 % des voix.

## Contexte
Le gouverneur sortant républicain Doug Burgum, élu en 2016, est candidat à un second mandat. Son lieutenant-gouverneur Brent Sandord se représente également.

## Système électoral
Le gouverneur du Dakota du Nord et le lieutenant-gouverneur du Dakota du Nord sont élus pour un mandat de quatre ans au scrutin uninominal majoritaire à un tour.

## Primaire républicaine

### Candidats
- Doug Burgum, gouverneur sortant
  - colistier : Brent Sanford, lieutenant-gouverneur sortant
- Michael Coachman, ancien combattant
  - colistier : Joel H. Hlyden

### Résultats
| Candidat et colistier | Candidat et colistier           | Voix    | %     |  |
| --------------------- | ------------------------------- | ------- | ----- |  |
|                       | Doug Burgum Brent Sanford       | 96 119  | 89,51 |  |
|                       | Michael Coachman Joel H. Hlyden | 10 904  | 10,15 |  |
|                       | Candidats par écrit             | 356     | 0,34  |  |
|                       |                                 |         |       |  |
| Total                 | Total                           | 107 379 | 100   |  |

## Primaire démocrate

### Candidats
- Shelley Lenz, vétérinaire
  - colistier : Ben Vig, ancien représentant du Dakota du Nord

### Résultats
| Candidat et colistier | Candidat et colistier | Voix   | %     |  |
| --------------------- | --------------------- | ------ | ----- |  |
|                       | Shelley Lenz Ben Vig  | 34 501 | 99,33 |  |
|                       | Candidats par écrit   | 231    | 0,67  |  |
|                       |                       |        |       |  |
| Total                 | Total                 | 34 732 | 100   |  |

## Autres partis et candidats
- DuWayne Hendrickson (Parti libertarien)
  - colistier : Joshua Voytek

## Sondages
| Institut     | Date       | Échantillon | Burgum (R) | Lenz (D) | Hendrickson (L) | Autres/Indécis |
| ------------ | ---------- | ----------- | ---------- | -------- | --------------- | -------------- |
| Institut     | Date       | Échantillon |            |          |                 | Autres/Indécis |
| DFM Research | 16/09/2020 | 500         | 56 %       | 24 %     | 6 %             | 14 %           |

## Résultats
| Candidat et colistier    | Candidat et colistier             | Parti                    | Voix    | %     |
| ------------------------ | --------------------------------- | ------------------------ | ------- | ----- |
|                          | Doug Burgum Brent Sanford         | Républicain              | 235 479 | 65,84 |
|                          | Shelley Lenz Ben Vig              | Démocrate                | 90 789  | 25,38 |
|                          | DuWayne Hendrickson Joshua Voytek | Libertarien              | 13 853  | 3,87  |
|                          | Candidats par écrit               | Candidats par écrit      | 17 538  | 4,90  |
|                          |                                   |                          |         |       |
| Votes valides            | Votes valides                     | Votes valides            | 357 659 | 98,19 |
| Votes blancs et nuls     | Votes blancs et nuls              | Votes blancs et nuls     | 6 592   | 1,81  |
| Total                    | Total                             | Total                    | 364 251 | 100   |
| Abstention               | Abstention                        | Abstention               | 217 128 | 37,35 |
| Inscrits / participation | Inscrits / participation          | Inscrits / participation | 581 379 | 62,65 |